# Olympiakos Syndesmos Filathlōn Peiraiōs 2016-2017 (pallavolo maschile)
Questa voce raccoglie le informazioni riguardanti l'Olympiakos Syndesmos Filathlōn Peiraiōs nella stagione 2016-2017.

## Organigramma societario
Area direttiva
- Presidente: Michalīs Kountourīs

Area organizzativa
- Team manager: Nikos Mantouvalos

Area tecnica
- Primo allenatore: Flavio Gulinelli (fino al 3 ottobre 2016), Slobodan Boškan (dal 4 ottobre 2016)
- Secondo allenatore: Antōnīs Vourerīs
- Allenatore: Kyriakos Moutesidīs
- Scoutman: Giannīs Geōrgiadīs

Area sanitaria
- Preparatore atletico: Giōrgos Tsikourīs
- Fisioterapista: Giōrgos Papageōrgiou

## Rosa
| N° | Nome                    | Ruolo | Data di nascita   | Nazionalità sportiva |
| -- | ----------------------- | ----- | ----------------- | -------------------- |
| 2  | Justin Duff             | C     | 10 maggio 1998    | Canada               |
| 3  | Nikos Zoupanīs          | O     | 18 marzo 1989     | Grecia               |
| 4  | Dīmītrīs Soultanopoulos | C     | 3 settembre 1981  | Grecia               |
| 5  | Kōnstantinos Stivachtīs | P     | 22 maggio 1980    | Grecia               |
| 6  | Giōrgos Stefanou        | L     | 12 gennaio 1981   | Grecia               |
| 7  | Dmytro Filippov         | P     | 4 dicembre 1990   | Grecia               |
| 8  | Konrad Gouzda           | L     | 25 settembre 1990 | Grecia               |
| 9  | Menelaos Kokkinakīs     | S     | 21 gennaio 1993   | Grecia               |
| 10 | Andreas Fragkos         | S     | 21 dicembre 1989  | Grecia               |
| 11 | Giannīs Roumeliotakīs   | S     | 25 giugno 1989    | Grecia               |
| 14 | Athos Costa             | C     | 29 novembre 1988  | Brasile              |
| 17 | Liberman Agámez         | O     | 15 febbraio 1985  | Colombia             |
| 18 | Konstantin Čupković     | S     | 2 gennaio 1987    | Serbia               |